# Шарунас Бартас
Шарунас Бартас (лит. Šarūnas Bartas; *16 серпня 1964, Шяуляй, Литва) — литовський кінорежисер, оператор, сценарист.

## Біографія
Закінчив ВДІК (1991), де його наставниками були Віктор Лисакович і Іраклій Квірікадзе. У 1989 створив у Вільнюсі першу незалежну кіностудію Кінема.

## Творчість

### Режисерські роботи
- «Тофоларія» (1985)
- «Пам'яті минулого дня» (1990, документальний)
- «Три дні» (1991, Приз ФІПРЕССІ і Премія екуменічного журі на Берлінському кінофестивалі, номінація на Премію Європейської академії кіно «Фелікс»)
- «Коридор» (1995)
- «Нас мало» (1996), участь в конкурсній програмі «Особливий погляд» Каннського кінофестивалю
- «Будинок» (1997), участь в конкурсній програмі «Особливий погляд» Каннського кінофестивалю
- «Свобода» (2000, премія Венеційського кінофестивалю за найкращий фільм про відносини людини з природою)
- «Образи Європи» (2004, колективний проєкт) — сегмент «Діти нічого не втрачають»
- «Семеро людей невидимок» (2005)
- «Євроазієць» (2010), Гран-прі фестивалю Кіношок-2010, три національні кінопремії Литви «Срібний журавель» — за найкращий фільм, найкращу режисуру і найкраще виконання жіночої ролі (Клавдія Коршунова), участь у позаконкурсній програмі Форум 60-го Берлінського кінофестивалю
- «Спокій нам тільки сниться» (2015)
- «Іній» (2017), участь в секції «Двотижневик режисерів» 70-го Каннського кінофестивалю (2017).

### Акторські роботи
- «Шістнадцятирічні» (1986, телесеріал, режисер Раймундас Баніоніс) — Лаурінас
- «Коридор» (1995) — перший чоловік
- «Пола Ікс» (1999, режисер Леос Каракс) — диригент
- «Євроазієць» (2010) — Гена
- «Зникаючі хвилі» (2012, режисер Христина Буожіте) — Чоловік
- «Славні виродки» (2013, режисер Клер Дені) — іноземний судновласник
- Спокій нам тільки сниться (2015)

### Визнання
Член журі 55-го Венеційського МКФ (1998). У 2001 був нагороджений Національною премією в галузі культури і мистецтва.